# Список миноносцев и эсминцев Императорского флота Японии
Список включает в себя все когда-либо входившие в состав Японского императорского флота миноносцы и эсминцы.

## Эскадренные миноносцы

### Эскадренные миноносцы типа «Муцуки»
| Название                                              | Иллюстрация | Место постройки      | Заложен         | Спущен на воду  | Введён в эксплуатацию | Судьба |
| ----------------------------------------------------- | ----------- | -------------------- | --------------- | --------------- | --------------------- | --- |
| Муцуки (яп. 睦月 Месяц дружбы) (№ 19)                 |             | Сасебо, Япония       | 21 мая 1924     | 23 июля 1925    | 25 марта 1926         | 25 августа 1942 года у Соломоновых островов тяжело повреждён во время налёта бомбардировщиков B-17, добит сопровождающими кораблями |
| Кисараги (яп. 如月 Месяц одежды) (№ 20)               |             | Майдзуру, Япония     | 3 июня 1924     | 5 июня 1925     | 21 декабря 1925       | Потоплен американской береговой авиацией во время захвата Уэйка 11 декабря 1941 года                                                |
| Яёи (яп. 彌生 Месяц произрастания) (№ 23)             |             | Урага, Япония        | 11 января 1924  | 11 июля 1925    | 28 августа 1926       | Потоплен американской авиацией у Новой Британии 11 сентября 1942 года                                                               |
| Удзуки (яп. 卯月 Месяц унохана) (№ 25)                |             | Исикавадзима, Япония | 11 января 1924  | 15 октября 1925 | 14 сентября 1926      | Потоплен американскими торпедными катерами у острова Себу 12 декабря 1944 года                                                      |
| Сацуки (яп. 皐月 Месяц рисовых посевов) (№ 27)        |             | Осака, Япония        | 1 декабря 1924  | 25 марта 1925   | 15 ноября 1925        | Потоплен американской палубной авиацией в Манильской бухте 21 сентября 1944 года                                                    |
| Минадзуки (яп. 水無月 Безводный месяц) (№ 28)         |             | Урага, Япония        | 24 марта 1924   | 25 марта 1926   | 22 марта 1927         | Торпедирован USS Harder в море Сулавеси 6 июня 1944 года                                                                            |
| Фумидзуки (яп. 文月 Месяц написания поэзии) (№ 29)    |             | Осака, Япония        | 20 октября 1924 | 16 февраля 1926 | 3 июля 1926           | Потоплен американской палубной авиацией в районе Трука 18 февраля 1944 года                                                         |
| Нагацуки (яп. 長月 Месяц долгих ночей) (№ 30)         |             | Исикавадзима, Япония | 16 апреля 1925  | 6 октября 1926  | 30 апреля 1927        | Сел на мель 6 июля 1943 года во время сражения в заливе Кула и позже уничтожен американской авиацией                                |
| Кикудзуки (яп. 菊月 Месяц хризантем) (№ 31)           |             | Майдзуру, Япония     | 15 июня 1925    | 15 мая 1926     | 20 ноября 1926        | Потоплен у острова Тулаги 5 мая 1942 года                                                                                           |
| Микадзуки (яп. 三日月 Тонкий серп луны) (№ 32)        |             | Сасебо, Япония       | 21 августа 1925 | 12 июля 1926    | 5 мая 1927            | 29 июля 1943 года сел на мель у мыса Глочестер и позже уничтожен в ходе налёта бомбардировщиков B-25                                |
| Мотидзуки (яп. 望月 Полнолуние) (№ 33)                |             | Урага, Япония        | 23 марта 1926   | 28 апреля 1927  | 31 октября 1927       | Потоплен американской авиацией у Соломоновых островов 24 октября 1943 года                                                          |
| Юдзуки (яп. 夕月 Месяц на вечернем небосклоне) (№ 34) |             | Осака, Япония        | 27 ноября 1926  | 4 марта 1926    | 25 июля 1927          | Потоплен американской авиацией у острова Себу 12 декабря 1944 года                                                                  |

### Эскадренные миноносцы типа «Фубуки»
| Название                                                 | Иллюстрация | Место постройки                   | Заложен         | Спущен на воду   | Введён в эксплуатацию | Судьба |
| -------------------------------------------------------- | ----------- | --------------------------------- | --------------- | ---------------- | --------------------- | --- |
| Первая серия (подтип «Фубуки»)                           |             |                                   |                 |                  |                       | |
| Фубуки (яп. 吹雪 Метель) (№ 35)                          |             | Морской арсенал, Майдзуру         | 19 июня 1926    | 15 ноября 1927   | 10 августа 1928       | Потоплен 11 октября 1942 года в сражении у мыса Эсперанс |
| Сираюки (яп. 白雪 Чистый снег) (№ 36)                    |             | Верфи Мицубиси, Иокогама          | 19 марта 1927   | 20 марта 1928    | 18 декабря 1928       | Потоплен 3 марта 1943 года американской авиацией во время сражения в море Бисмарка |
| Хацуюки (яп. 初雪 Первый снег) (№ 37)                    |             | Морской арсенал, Майдзуру         | 12 апреля 1927  | 29 сентября 1928 | 30 марта 1929         | Потоплен 17 июля 1943 года американской авиацией у острова Шортленд |
| Миюки (яп. 深雪 Глубокий снег) (№ 38)                    |             | Верфь «Урага», Урага              | 30 апреля 1927  | 29 июня 1928     | 29 июня 1929          | Затонул 29 июня 1934 года в результате столкновения с Инадзума в Корейском проливе к югу от острова Чеджу |
| Муракумо (яп. 叢雲 Гряда облаков) (№ 39)                 |             | Верфи Фудзинагата, Осака          | 25 апреля 1927  | 27 сентября 1928 | 10 мая 1929           | Потоплен 12 октября 1942 года американской авиацией в ходе сражения у мыса Эсперанс |
| Синономэ (яп. 東雲 Утренняя заря) (№ 40)                 |             | Морской арсенал, Сасэбо           | 12 августа 1926 | 26 ноября 1927   | 25 июля 1928          | Потоплен 17 декабря 1941 года голландской авиацией у Мири |
| Усугумо (яп. 薄雲 Мелкие облака) (№ 41)                  |             | Верфи Исикавадзимы, Токио         | 21 октября 1926 | 26 декабря 1927  | 26 июля 1928          | Торпедирован 7 июля 1944 года USS Skate у Эторофу |
| Сиракумо (яп. 白雲 Белые (перистые) облака) (№ 42)       |             | Верфи Фудзинагата, Осака          | 27 октября 1926 | 27 декабря 1927  | 28 июля 1928          | Торпедирован 16 марта 1944 года USS Tautog у мыса Эримо на Хоккайдо |
| Исонами (яп. 磯波 Бурун) (№ 43)                          |             | Верфь «Урага», Урага              | 18 октября 1926 | 24 ноября 1927   | 30 июня 1928          | Торпедирован 9 апреля 1943 года USS Tautog к юго-западу от Сулавеси |
| Уранами (яп. 浦波 Волны, бьющие об берег) (№ 44)         |             | Морской арсенал, Сасэбо           | 28 апреля 1927  | 29 ноября 1928   | 30 июня 1929          | Потоплен американской авиацией 26 октября 1944 года к западу от Панау |
| Вторая серия (подтип «Аянами»)                           |             |                                   |                 |                  |                       | |
| Аянами (яп. 綾波 Набегающие одна за другой волны) (№ 45) |             | Верфи Фудзинагата, Осака          | 20 января 1928  | 5 октября 1929   | 30 апреля 1930        | Тяжело повреждён огнём американского линкора «Вашингтон» 15 ноября 1942 года в ходе сражения в проливе Железное дно, добит торпедами «Уранами»                                                                        |
| Сикинами (яп. 敷波 Разбегающиеся волны) (№ 46)           |             | Морской арсенал, Майдзуру         | 6 июля 1928     | 22 июня 1929     | 24 декабря 1929       | Торпедирован USS Growler 12 сентября 1944 года южнее острова Хайнань |
| Асагири (яп. 朝霧 Утренний туман) (№ 47)                 |             | Морской арсенал, Сасэбо           | 12 декабря 1928 | 18 ноября 1929   | 30 июня 1930          | Потоплен американской авиацией 28 августа 1942 года у Гуадалканала |
| Югири (яп. 夕霧 Вечерний туман) (№ 48)                   |             | Морской арсенал, Майдзуру         | 1 апреля 1929   | 12 мая 1930      | 3 декабря 1930        | Потоплен 25 ноября 1943 года в сражении у мыса Сент-Джордж |
| Амагири (яп. 天霧 Небесный туман) (№ 49)                 |             | Верфи Исикавадзимы, Токио, Япония | 28 ноября 1928  | 27 февраля 1930  | 10 ноября 1930        | Затонул после подрыва на мине 23 апреля 1944 года к югу от Макасарского пролива |
| Сагири (яп. 狭霧 Лёгкий туман) (№ 50)                    |             | Верфь «Урага», Урага              | 28 марта 1929   | 23 декабря 1929  | 30 января 1931        | Торпедирован 24 декабря 1941 года голландской подводной лодкой K-XVI у Кучинга |
| Оборо (яп. 朧 Дымка) (№ 51)                              |             | Морской арсенал, Сасэбо           | 29 ноября 1929  | 8 ноября 1930    | 31 октября 1931       | Потоплен 16 октября 1942 года американской авиацией у острова Кыска |
| Акэбоно (яп. 曙 Рассвет) (№ 52)                          |             | Морской арсенал, Сасэбо           | 25 октября 1929 | 7 ноября 1930    | 31 июля 1931          | Потоплен 13 ноября 1944 года американской авиацией в Манильской бухте |
| Садзанами (яп. 漣 Зыбь) (№ 53)                           |             | Морской арсенал, Майдзуру         | 21 февраля 1930 | 6 июня 1931      | 19 мая 1932           | Торпедирован USS Albacore 14 января 1944 года к востоку от Палау |
| Усио (яп. 潮 Прилив) (№ 54)                              |             | Верфь «Урага», Урага              | 24 декабря 1929 | 17 ноября 1930   | 14 ноября 1931        | Разобран на металл в 1948 году |
| Третья серия (подтип «Акацуки»)                          |             |                                   |                 |                  |                       | |
| Акацуки (яп. 暁 Заря)                                    |             | Морской арсенал, Майдзуру         | 17 февраля 1930 | 7 мая 1932       | 30 ноября 1932        | Потоплен 13 ноября 1942 года в сражении у Гуадалканала |
| Инадзума (яп. 電 Молния)                                 |             | Верфи Фудзинагата, Осака          | 7 марта 1930    | 25 февраля 1932  | 15 ноября 1932        | Торпедирован USS Bonefish 14 мая 1944 года к западу от Сулавеси |
| Икадзути (яп. 雷 Гром)                                   |             | Верфь «Урага», Урага              | 7 марта 1930    | 22 октября 1931  | 15 августа 1932       | Торпедирован USS Harder 13 апреля 1944 года к западу от Гуама |
| Хибики (яп. 響 Эхо)                                      |             | Морской арсенал, Майдзуру         | 21 февраля 1930 | 16 июня 1932     | 31 марта 1933         | В 1947 году передан СССР по репарациям и зачислен в состав советского флота под названием «Верный»; в 1953 году посажен на мель у острова Карамзина в качестве неподвижной цели, позже разрушен при учебных стрельбах |

### Эскадренные миноносцы типа «Хацухару»
| Название                            | Иллюстрация | Место постройки              | Заложен         | Спущен на воду   | Введён в эксплуатацию | Судьба |
| ----------------------------------- | ----------- | ---------------------------- | --------------- | ---------------- | --------------------- | --- |
| Подтип «Хацухару»                   |             |                              |                 |                  |                       | |
| Хацухару (яп. 初春 «Начало весны»)  |             | Сасебо, Япония               | 14 мая 1931     | 27 февраля 1932  | 30 сентября 1933      | Потоплен американской авиацией в Манильской бухте 13 ноября 1944 года                                                 |
| Нэнохи (яп. 子日 «Новогодняя ель»)  |             | Урага, Япония                | 15 декабря 1931 | 22 декабря 1932  | 30 сентября 1933      | Торпедирован USS Tritom 5 июля 1942 года в районе острова Агатту                                                      |
| Вакаба (яп. 若葉 «Молодая листва»)  |             | Сасебо, Япония               | 12 декабря 1931 | 18 марта 1934    | 31 октября 1934       | Потоплен американской авиацией во время сражения в заливе Лейте 24 октября 1944 года в точке с координатами           |
| Хацусимо (яп. 初霜 «Первый иней»)   |             | Урага, Япония                | 31 января 1933  | 4 ноября 1933    | 27 сентября 1934      | Затонул после подрыва на мине у Майдзуру 30 июля 1945 года                                                            |
| Подтип «Ариакэ»                     |             |                              |                 |                  |                       | |
| Ариакэ (яп. 有明 «Рассвет»)         |             | верфи Кавасаки, Кобе, Япония | 14 января 1933  | 23 сентября 1934 | 25 марта 1935         | 27 июля 1943 года выскочил на риф у побережья Новой Британии, на следующий день добит американскими бомбардировщиками |
| Югурэ (яп. 夕暮 «Вечерние сумерки») |             | Майдзуру, Япония             | 9 апреля 1933   | 6 мая 1934       | 30 марта 1935         | Потоплен американской авиацией 20 июля 1943 года у Коломбанги                                                         |

### Эскадренные миноносцы типа «Сирацую»
| Название                                             | Иллюстрация | Место постройки                    | Заложен         | Спущен на воду   | Введён в эксплуатацию | Судьба                                                                                            |
| ---------------------------------------------------- | ----------- | ---------------------------------- | --------------- | ---------------- | --------------------- | ------------------------------------------------------------------------------------------------- |
| Сирацую (яп. 白露 «Белая роса»)                      |             | Морской арсенал Сасэбо, Сасэбо     | 14 ноября 1933  | 5 апреля 1935    | 20 августа 1936       | Затонул 15 июня 1944 года после столкновения с танкером «Сэйё-Мару»                               |
| Сигурэ (яп. 時雨 «Осенний моросящий дождь»)          |             | Верфь «Урага», Йокосука            | 9 декабря 1933  | 8 мая 1935       | 7 сентября 1936       | Потоплен 24 января 1945 года американской подводной лодкой                                        |
| Мурасамэ (яп. 村雨 «Короткий сильный ливень»)        |             | Верфь «Фудзинагата», Осака         | 1 февраля 1934  | 20 июня 1935     | 7 января 1937         | Потоплен американскими кораблями 5 марта 1943 года у Соломоновых островов                         |
| Юдати (яп. 夕立 «Внезапный летний ливень»)           |             | Морской арсенал Сасэбо, Сасэбо     | 16 октября 1934 | 21 июня 1936     | 7 января 1937         | Потоплен американским тяжёлым крейсером «Портленд» 13 ноября 1942 года в ходе боёв за Гуадалканал |
| Самидарэ (яп. 五月雨 «Затяжной дождь в начале лета») |             | Верфь «Урага», Йокосука            | 19 декабря 1934 | 6 июля 1935      | 29 января 1937        | Потоплен 25 августа 1944 года американской подводной лодкой «Batfish»                             |
| Харусамэ (яп. 春雨 «Мелкий весенний дождь»)          |             | Верфь «Урага», Йокосука            | 3 февраля 1935  | 21 сентября 1935 | 26 августа 1937       | Потоплен американской авиацией у Новой Гвинеи 8 июня 1944 года                                    |
| Ямакадзэ (яп. 山風 «Горный ветер»)                   |             | Верфь «Урага», Йокосука            | 25 мая 1935     | 21 июня 1936     | 30 января 1937        | Потоплен 25 июня 1942 года американской подводной лодкой «Nautilus»                               |
| Кавакадзэ (яп. 江風 «Речной ветер»)                  |             | Верфь «Фудзинагата», Осака         | 25 апреля 1935  | 1 ноября 1936    | 30 апреля 1937        | Потоплен американскими эсминцами 7 августа 1943 года в ходе боя в заливе Велья                    |
| Умикадзэ (яп. 海風 «Морской ветер»)                  |             | Морской арсенал Майдзуру, Майдзуру | 4 мая 1935      | 27 ноября 1936   | 31 мая 1937           | Потоплен 1 февраля 1944 года американской подводной лодкой «Guardfish»                            |
| Судзукадзэ (яп. 涼風 «Прохладный ветер»)             |             | Верфь «Урага», Йокосука            | 9 июля 1935     | 11 марта 1937    | 31 августа 1937       | Потоплен 26 января 1944 года американской подводной лодкой «Skipjack»                             |

### Эскадренные миноносцы типа «Асасио»
| Название                                       | Иллюстрация | Место постройки                  | Заложен         | Спущен на воду  | Введён в эксплуатацию | Судьба |
| ---------------------------------------------- | ----------- | -------------------------------- | --------------- | --------------- | --------------------- | --- |
| Асасио (яп. 朝潮 «Утренний прилив»)            |             | Сасебо, Япония                   | 7 сентября 1935 | 16 декабря 1936 | 31 августа 1937       | Потоплен американской и австралийской авиацией в море Бисмарка 4 марта 1943 года                                         |
| Осио (яп. 大潮 «Большой прилив»)               |             | Майдзуру, Япония                 | 5 августа 1936  | 19 апреля 1937  | 31 октября 1937       | Торпедирован USS Albacore 20 февраля 1943 года                                                                           |
| Митисио (яп. 満潮 «Полный прилив»)             |             | Верфи Фудзинагата, Осака, Япония | 5 ноября 1935   | 15 марта 1937   | 31 октября 1937       | Потоплен торпедами и артиллерийским огнём американских кораблей во время сражения в проливе Суригао 25 октября 1944 года |
| Арасио (яп. 荒潮 «Бурный прилив»)              |             | верфи Кавасаки, Кобе, Япония     | 1 октября 1935  | 26 мая 1937     | 30 декабря 1937       | Потоплен американской и австралийской авиацией в море Бисмарка 4 марта 1943 года                                         |
| Нацугумо (яп. 夏雲 «Летнее облако»)            |             | Сасебо, Япония                   | 1 июля 1936     | 26 мая 1937     | 10 февраля 1938       | Потоплен американской авиацией в сражении у мыса Эсперанс 12 ноября 1942 года                                            |
| Ямагумо (яп. 山雲 «Горное облако»)             |             | Верфи Фудзинагата, Осака, Япония | 4 ноября 1936   | 24 июля 1937    | 15 января 1938        | Потоплен торпедами американских кораблей во время сражения в проливе Суригао 25 октября 1944 года                        |
| Минэгумо (яп. 峯雲 «Облако на горной вершине») |             | Верфи Фудзинагата, Осака, Япония | 22 марта 1937   | 4 ноября 1937   | 30 апреля 1938        | Потоплен огнём американских кораблей в сражении в проливе Блэкетт 6 марта 1943 года                                      |
| Асагумо (яп. 朝雲 «Утреннее облако»)           |             | верфи Кавасаки, Кобе, Япония     | 23 ноября 1936  | 5 ноября 1937   | 31 марта 1938         | Потоплен торпедами и артиллерийским огнём американских кораблей во время сражения в проливе Суригао 25 октября 1944 года |
| Арарэ (яп. 霰 «Град»)                          |             | Майдзуру, Япония                 | 5 марта 1937    | 16 ноября 1937  | 15 апреля 1939        | Торпедирован USS Growler в районе острова Кыска 5 июля 1942 года                                                         |
| Касуми (яп. 霞 «Туманная дымка»)               |             | Урага, Япония                    | 1 декабря 1936  | 18 ноября 1937  | 24 июня 1939          | Потоплен американской авиацией в ходе операции Тэн-Го 7 апреля 1945 года                                                 |

### Эскадренные миноносцы типа «Кагэро»
| Название                                               | Иллюстрация | Место постройки                  | Заложен         | Спущен на воду   | Введён в эксплуатацию | Судьба                                                                                               |
| ------------------------------------------------------ | ----------- | -------------------------------- | --------------- | ---------------- | --------------------- | --- |
| Кагэро (яп. 陽炎 Кагэро:, «Струящийся от жары воздух») |             | Майдзуру, Япония                 | 3 сентября 1937 | 27 сентября 1938 | 6 ноября 1939         | Потоплен американской авиацией у острова Рендова 8 мая 1943 года                                     |
| Сирануи (яп. 不知火, «Фосфоресцирующий свет на море»)  |             | Урага, Япония                    | 30 августа 1937 | 28 июня 1938     | 20 декабря 1939       | Потоплен американской авиацией у Филиппин 27 октября 1944 года                                       |
| Куросио (яп. 黒潮, «Течение Куросио»)                  |             | Верфи Фудзинагата, Осака, Япония | 31 августа 1937 | 25 октября 1938  | 27 января 1940        | Подорвался на мине у острова Рендова и затонул 8 мая 1943 года                                       |
| Оясио (яп. 親潮, «Течение Оясио»)                      |             | Майдзуру, Япония                 | 29 марта 1938   | 29 ноября 1938   | 20 августа 1940       | Подорвался на мине у острова Рендова и затонул 8 мая 1943 года                                       |
| Хаясио (яп. 早潮, «Быстрое течение»)                   |             | Урага, Япония                    | 30 июня 1938    | 19 апреля 1939   | 31 августа 1940       | Потоплен американской авиацией в заливе Хуон 24 ноября 1942 года                                     |
| Нацусио (яп. 夏潮, «Летнее течение»)                   |             | Верфи Фудзинагата, Осака, Япония | 9 декабря 1937  | 23 февраля 1939  | 31 августа 1940       | Торпедирован USS S-37 у Сулавеси 9 февраля 1942 года                                                 |
| Хацукадзэ (яп. 初風, «Ранний бриз»)                    |             | верфи Кавасаки, Кобе, Япония     | 3 декабря 1937  | 24 января 1939   | 15 февраля 1940       | Потоплен огнём американских кораблей в ходе сражения в заливе Императрицы Августы 2 ноября 1943 года |
| Юкикадзэ (яп. 雪風, «Вьюга») Тань Ян                   |             | Сасебо, Япония                   | 2 августа 1938  | 24 марта 1939    | 20 января 1940        | После войны передан Китаю по репарациям, в 1949 году уведён на Тайвань, сдан на слом в 1970 году     |
| Амацукадзэ (яп. 天津風, «Ветер небесной переправы»)    |             | Майдзуру, Япония                 | 14 февраля 1939 | 19 октября 1939  | 26 октября 1940       | Потоплен американской авиацией южнее Тайваня 6 апреля 1945 года                                      |
| Токицукадзэ (яп. 時津風, «Попутный ветер»)             |             | Урага, Япония                    | 20 февраля 1939 | 10 ноября 1939   | 15 декабря 1940       | Потоплен американской и австралийской авиацией в море Бисмарка 3 марта 1943 года                     |
| Уракадзэ (яп. 浦風, «Ветер в бухте»)                   |             | Верфи Фудзинагата, Осака, Япония | 11 апреля 1939  | 19 апреля 1940   | 15 декабря 1940       | Торпедирован USS Sealion у Тайваня 21 ноября 1944 года                                               |
| Исокадзэ (яп. 磯風, «Береговой ветер»)                 |             | Сасебо, Япония                   | 25 ноября 1938  | 19 июня 1939     | 30 ноября 1940        | Потоплен американской авиацией в ходе операции Тэн-Го 7 апреля 1945 года                             |
| Хамакадзэ (яп. 濱風, «Пляжный ветер»)                  |             | Урага, Япония                    | 20 ноября 1939  | 25 ноября 1940   | 30 июня 1941          | Потоплен американской авиацией в ходе операции Тэн-Го 7 апреля 1945 года                             |
| Таникадзэ (яп. 谷風, «Долинный ветер»)                 |             | Верфи Фудзинагата, Осака, Япония | 18 октября 1939 | 1 ноября 1940    | 25 апреля 1941        | Торпедирован USS Harder в районе Сулавеси 9 июня 1944 года                                           |
| Новаки (яп. 野分, «Сильный осенний ветер»)             |             | Майдзуру, Япония                 | 8 ноября 1939   | 17 сентября 1940 | 28 апреля 1941        | Потоплен огнём американских кораблей в сражении в залеве Лейте 26 октября 1944 года                  |
| Араси (яп. 嵐, «Буря»)                                 |             | Майдзуру, Япония                 | 4 мая 1939      | 22 апреля 1940   | 27 января 1941        | Потоплен в сражении в заливе Велья 6 августа 1943 года                                               |
| Хагикадзэ (яп. 萩風, «Леспедециевый ветер»)            |             | Урага, Япония                    | 23 мая 1939     | 18 июня 1940     | 31 марта 1941         | Потоплен в сражении в заливе Велья 6 августа 1943 года                                               |
| Майкадзэ (яп. 舞風, «Танцующий ветер»)                 |             | Верфи Фудзинагата, Осака, Япония | 22 апреля 1940  | 13 марта 1941    | 15 июля 1941          | Потоплен огнём американских кораблей у Трука 17 февраля 1944 года                                    |
| Акигумо (яп. 秋雲, «Осеннее облако»)                   |             | Урага, Япония                    | 2 июля 1940     | 11 апреля 1941   | 27 сентября 1941      | Торпедирован USS Redfin у Филиппин 11 апреля 1944 года                                               |

### Эскадренные миноносцы типа «Югумо»
| Название                                             | Иллюстрация | Место постройки                  | Заложен         | Спущен на воду   | Введён в эксплуатацию | Судьба                                                                                |
| ---------------------------------------------------- | ----------- | -------------------------------- | --------------- | ---------------- | --------------------- | ------------------------------------------------------------------------------------- |
| Югумо (яп. 夕雲 Ю:гумо, «Вечернее облако»)           |             | Майдзуру, Япония                 | 12 июня 1940    | 16 марта 1941    | 5 декабря 1941        | Потоплен огнём американских эсминцев 6 октября 1943 года в сражении у Велья-Лавелья   |
| Макигумо (яп. 巻雲, «Перистое облако»)               |             | Верфи Фудзинагата, Осака, Япония | 13 декабря 1940 | 5 ноября 1941    | 14 марта 1942         | Подорвался на мине и затонул 1 февраля 1943 года у острова Саво                       |
| Кадзагумо (яп. 風雲, «Облако-предвестник ветра»)     |             | Урага, Япония                    | 23 декабря 1940 | 26 сентября 1941 | 28 марта 1942         | Торпедирован USS Hake 8 июня 1944 года в заливе Давао                                 |
| Наганами (яп. 長波, «Длинная волна»)                 |             | Верфи Фудзинагата, Осака, Япония | 5 апреля 1941   | 5 марта 1942     | 30 июня 1942          | Потоплен американской авиацией 11 ноября 1944 года в ходе сражения в Ормокском заливе |
| Макинами (яп. 巻波, «Волна-„барашек“»)               |             | Майдзуру, Япония                 | 11 апреля 1941  | 27 декабря 1941  | 8 августа 1942        | Потоплен огнём американских кораблей 25 ноября 1943 года у мыса Сент-Джордж           |
| Таканами (яп. 高波, «Высокая волна»)                 |             | Урага, Япония                    | 29 мая 1941     | 16 марта 1942    | 31 августа 1942       | Потоплен огнём американских кораблей 30 ноября 1942 года у Тассафаронга               |
| Онами (яп. 大波 О:нами, «Большая волна»)             |             | Верфи Фудзинагата, Осака, Япония | 15 ноября 1941  | 13 августа 1942  | 29 декабря 1942       | Потоплен огнём американских кораблей 25 ноября 1943 года у мыса Сент-Джордж           |
| Киёнами (яп. 清波, «Прозрачная волна»)               |             | Урага, Япония                    | 15 октября 1941 | 17 августа 1942  | 25 января 1943        | Потоплен американской авиацией у Коломбангара 20 июля 1943 года                       |
| Таманами (яп. 玉波, «Яшмовая волна»)                 |             | Верфи Фудзинагата, Осака, Япония | 16 марта 1942   | 26 декабря 1942  | 30 апреля 1943        | Торпедирован USS Mingo у Манилы 7 июля 1944 года                                      |
| Судзунами (яп. 涼波, «Прохладная волна»)             |             | Урага, Япония                    | 27 марта 1942   | 26 декабря 1942  | 27 июля 1943          | Потоплен американской авиацией в Рабауле 11 ноября 1943 года                          |
| Фудзинами (яп. 藤波, «Глициниевая волна»)            |             | Верфи Фудзинагата, Осака, Япония | 25 августа 1942 | 20 апреля 1943   | 31 июля 1943          | Птоплен американской авиацией 27 октября 1944 года                                    |
| Хаянами (яп. 早波, «Быстрая волна»)                  |             | Майдзуру, Япония                 | 15 января 1942  | 19 декабря 1942  | 31 июля 1943          | Торпедирован USS Harder 7 июня 1944 года у Калимантана                                |
| Хаманами (яп. 濱波, «Пляжная волна»)                 |             | Майдзуру, Япония                 | 28 апреля 1942  | 18 апреля 1943   | 15 октября 1943       | Потоплен американской авиацией в Ормокском заливе 11 ноября 1944                      |
| Окинами (яп. 沖波, «Волна в открытом море»)          |             | Майдзуру, Япония                 | 5 августа 1942  | 18 июля 1943     | 10 декабря 1943       | Потоплен американской авиацией у Манилы 13 ноября 1944                                |
| Кисинами (яп. 岸波, «Прибрежная волна»)              |             | Урага, Япония                    | 29 августа 1942 | 19 августа 1943  | 3 декабря 1943        | Торпедирован USS Flasher 4 декабря 1944 года у Лусона                                 |
| Асасимо (яп. 朝霜, «Утренний иней»)                  |             | Верфи Фудзинагата, Осака, Япония | 21 января 1943  | 18 июля 1943     | 27 ноября 1943        | Потоплен американской авиацией 7 апреля 1945 года в ходе Операции Тэн-Го              |
| Хаясимо (яп. 早霜, «Ранний иней» (Ранняя изморозь))  |             | Майдзуру, Япония                 | 20 января 1943  | 20 октября 1943  | 20 февраля 1944       | Потоплен американской авиацией в сражении в заливе Лейте 26 октября 1944 года         |
| Акисимо (яп. 秋霜, «Осенний иней»(Осенняя изморозь)) |             | Верфи Фудзинагата, Осака, Япония | 3 мая 1943      | 5 декабря 1943   | 11 марта 1944         | Потоплен американской авиацией у Манилы 13 ноября 1944 года                           |
| Киёсимо (яп. 清霜, «Чистый иней»)                    |             | Урага, Япония                    | 16 марта 1943   | 29 февраля 1944  | 15 мая 1944           | Потоплен американскими торпедными катерами и авиацией у Манилы 26 декабря 1944 года   |

### Эскадренные миноносцы типа «Симакадзэ»
| Название                               | Иллюстрация | Место постройки  | Заложен        | Спущен на воду | Введён в эксплуатацию | Судьба                                                                |
| -------------------------------------- | ----------- | ---------------- | -------------- | -------------- | --------------------- | --------------------------------------------------------------------- |
| Симакадзэ (яп. 島風 «Островной ветер») |             | Майдзуру, Япония | 8 августа 1941 | 18 июля 1942   | 10 мая 1943           | Потоплен американской авиацией 11 ноября 1944 года в Ормокском заливе |

### Эскадренные миноносцы типа «Акидзуки»
| Название                                          | Иллюстрация | Место постройки            | Заложен         | Спущен на воду   | Введён в эксплуатацию | Судьба |
| ------------------------------------------------- | ----------- | -------------------------- | --------------- | ---------------- | --------------------- | --- |
| Проект F51 (подтип «Акидзуки»)                    |             |                            |                 |                  |                       | |
| Акидзуки (яп. 秋月, «Осенняя Луна»)               |             | Морской арсенал, Майдзуру  | 30 июля 1940    | 2 июля 1941      | 11 июня 1942          | Затонул в результате торпедного попадания 25 октября 1944 года |
| Тэрудзуки (яп. 照月, «Сияющая Луна»)              |             | Верфь «Мицубиси», Нагасаки | 13 ноября 1940  | 21 ноября 1941   | 31 августа 1942       | Потоплен американскими торпедными катерами PT-37 и PT-40 11 декабря 1942 года |
| Судзуцуки (яп. 涼月, «Прохладная Луна»)           |             | Верфь «Мицубиси», Нагасаки | 15 марта 1941   | 4 марта 1942     | 29 декабря 1942       | Разобран в 1948 году |
| Хацудзуки (яп. 初月, «Новая Луна»)                |             | Морской арсенал, Майдзуру  | 25 июля 1941    | 3 апреля 1942    | 29 декабря 1942       | Потоплен американскими крейсерами и эсминцами в ходе сражения в заливе Лейте 25 октября 1944 года |
| Ниидзуки (яп. 新月, «Новая Луна»)                 |             | Верфь «Мицубиси», Нагасаки | 8 декабря 1941  | 29 июня 1942     | 31 марта 1943         | Потоплен американскими крейсерами и эсминцами 6 июля 1943 года |
| Вакацуки (яп. 若月, «Луна в первой четверти»)     |             | Верфь «Мицубиси», Нагасаки | 9 марта 1942    | 24 ноября 1942   | 31 мая 1943           | Потоплен американской палубной авиацией 11 ноября 1944 года |
| Симоцуки (яп. 霜月, «Инеистая Луна»)              |             | Верфь «Мицубиси», Нагасаки | 6 июля 1942     | 7 апреля 1943    | 31 марта 1944         | Потоплен американской подводной лодкой «Кавэлла» 25 ноября 1944 года |
| Модифицированный проект F51 (подтип «Фуюдзуки»)   |             |                            |                 |                  |                       | |
| Фуюдзуки (яп. 冬月, «Зимняя Луна»)                |             | Морской арсенал, Майдзуру  | 8 мая 1943      | 20 января 1944   | 25 мая 1944           | Тяжело повреждён при подрыве на мине 20 августа 1945 года, разобран в 1948 году |
| Харуцуки (яп. 春月, «Весенняя Луна») Внезапный    |             | Морской арсенал, Сасэбо    | 23 декабря 1943 | 3 августа 1944   | 28 декабря 1944       | Передан СССР по репарациям 7 июля 1947 года. Включён в состав Тихоокеанского флота под названием «Внезапный». Учебный корабль «Оскол» с 1949 года, корабль-цель «ЦЛ-64» с 1955 года, позже плавучая казарма «ПКЗ-37». Исключён из списков 4 июня 1969 года |
| Ёидзуки (яп. 宵月, «Сумеречная Луна») Фэнь Ян     |             | Верфь «Урага», Йокосука    | 25 августа 1943 | 25 сентября 1944 | 31 января 1945        | Передан Китаю по репарациям 29 августа 1947 года. В 1949 году уведён сторонниками Чан Кайши на Тайвань. Разобран в 1963 году |
| Нацудзуки (яп. 夏月, «Летняя Луна»)               |             | Морской арсенал, Сасэбо    | 1 мая 1944      | 2 декабря 1944   | 8 апреля 1945         | Передан Великобритании 25 августа 1947 года, после изучения пущен на слом в Японии в 1948 году |
| Проект F53 (подтип «Митидзуки»)                   |             |                            |                 |                  |                       | |
| Ханадзуки (яп. 花月, «Луна поры цветения») DD-934 |             | Морской арсенал, Майдзуру  | 10 февраля 1944 | 10 октября 1944  | 26 декабря 1944       | Передан США в июне 1947 года, потоплен в качестве цели 3 февраля 1948 года |